# Royale Association Athlétique Louviéroise
O Royale Association Athlétique Louviéroise também conhecido como La Louvière ou RAAL, foi um clube de futebol da Bélgica situado na cidade de La Louvière, na província de Hainaut. Fundado em 1913, o Anderlecht tem como estádio Stade du Tivoli, com capacidade para cerca de 11.000 pessoas.
Dois jogadores foram convocados para a Seleção Belga de Futebol enquanto atuavam pelo La Louvière, Guy Dardenne (6 convocações enquanto atuava pelo La Louvière e 11 convocações no total) e Silvio Proto (5 convocações enquanto atuava pelo La Louvière).

## História
O clube foi fundado em 26 de janeiro de 1913 durante uma reunião no Place Maugrétout em La Louvière. Foi nomeado A.A. Louviéroise. Após uma temporada na Liga Provincial, o futebol parou devido a Primeira Guerra Mundial. O clube não disputou jogos oficiais até 1921 pois não possuia estádio. Entre 1921 e 1937 o Louviéroise jogou nas Ligas Provinciais. Em 1937 o clube mudou seu nome para R.A.A. Louviéroise e alcançou a promoção.
O clube disputou suas primeiras Jupiler League's entre 1977 e 1979. Em 1984 foi rebaixado à Terceira divisão do futebol nacional e ficaram lá por 10 anos. Entre 1994 e 2000 jogou na segunda divisão.
Em 2006 o clube foi citado como um dos participantes num dos maiores escândalos do futebol que balançou o futebol belga. Alegou-se na imprensa que diversos jogadores, membros da diretoria e o presidente Gilbert Bodart tinham negociado uma grande quantia em dinheiro do homem de négócios chinês Ye Zheyun, para manipularem resultados dos jogos do time a fim de lucrar com apostas de jogos de azar. No início o clube negou fortemente as alegações, mas em 21 de fevereiro de 2006 Bodart renunciou ao cargo de gerente.
O antes assistente do La Louvière Frédéric Tilmant, serviu de substituto ao cargo de presidente para a continuação da Liga mas não pode evitar o último lugar do RAAL na Liga. Com isso o time teria que disputar a segunda divisão na temporada 2006-07.

## Títulos
- Copa da Bélgica:
  - Título (1): 2002-03
- Supercopa da Bélgica:
  - Vice (1): 2003
- Campeonato Belga da Segunda Divisão:
  - Campeão (3): 1975, 1977, 2000

## Jogadores famosos
| Bélgica - Michael Cordier - Guy Dardenne - Alan Haydock - Nordin Jbari - Silvio Proto - Cédric Roussel - Benoît Thans - Gunter Van Handenhoven Argélia - Fadel Brahami - Rafik Djebbour - Maamar Mamouni Camarões - Jean-Jacques Missé-Missé Canadá - Michael Klukowski - Asmir Begovic Eslovênia - Ante Šimundža |  | França - Mathieu Assou-Ekotto - Mario Espartero - Michaël Murcy - Nicolas Ouédec - Geoffray Toyes Gana - George Blay Haiti - Wagneau Eloi Macedônia - Aco Stojkov Nigéria - Manasseh Ishiaku - Peter Odemwingie - Egutu Oliseh Turquia - Önder Turacı Estados Unidos - Oguchi Onyewu |